# Rolling Hills (condado de Madera)
Rolling Hills es un lugar designado por el censo ubicado en el condado de Madera en el estado estadounidense de California. En el año 2010 tenía una población de 742 habitantes.

## Geografía
Rolling Hills se encuentra ubicado en las coordenadas 36°54′12″N 119°47′52″O / 36.90333, -119.79778.